# Nigel Dennis
Nigel Forbes Dennis (Bletchingley, 16 gennaio 1912 – Londra, 19 luglio 1989) è stato uno scrittore britannico.

## Biografia
Originario del Surrey, completò gli studi in Germania, dopo aver frequentato scuole in Rhodesia del Sud ed Austria. Trasferitosi negli Stati Uniti, trovò impiego nel mondo del giornalismo occupandosi di critiche letterarie, cinematografiche e teatrali per il Times. Nel 1949 ritornò nel suo paese natale, l'Inghilterra, pubblicando nello stesso anno il romanzo Ragazzi e ragazze escono per giocare (Boys and Girls Come out to Play), seguito nel 1955 dalla sua opera maggiormente nota: Carte d'identità (Cards of Identity) adattata per il teatro e successivamente ristampata in volume unitamente all'opera The Making of Moo (1958). Nel 1966 pubblicò il romanzo Una casa in ordine (A House in Order).
Nigel Dennis morì a Londra nel 1989.

## Opere

### Romanzi
- Ragazzi e ragazze escono per giocare (Boys and Girls Come out to Play, 1949);
- Carte d'identità (Cards of Identity, 1955);
- Una casa in ordine (A House in Order, 1966).

### Teatro
- August for the People 1966

### Saggi
- Dramatic essays, 1962 (critica teatrale);
- Jonathan Swift: A Short Character, 1965 (biografia);
- An Essay on Malta, 1973.